# أشباه السقنقوريات والوزغيات
أشباه السقنقوريات والوزغيات (الاسم العلمي: Scincogekkonomorpha) هي أصنوفة عليا من الزواحف. التي تشمل أشباه السقنقوريات والوزغيات متصلبات اللسان وجميع السحالي التي ترتبط ارتباطا وثيقا بمتصلبات اللسان أكثر من الإغوانيات. وتشمل متصلبات اللسان الأساسية هذه سحالي منقرضة من فترات الجوراسي المتأخر والطباشيري المبكر مثل عظاءة بافاريا. تم تسمية أشباه السقنقوريات والوزغيات في عام 1961 وتستخدم الآن في بعض الأحيان كأصنوفة جذعية (قائمة على جذع stem-based taxon) على النقيض من متصلبات اللسان التي هي أصنوفة عقدية (قائمة على عقدة Node-based taxon). وفقا لسلالات النشوء المستندة إلى الخصائص الشكلياء فإن أشباه السقنقوريات والوزغيات هي الأصنوفة الشقيقة للإغوانيات وتشكلان معًا مجموعة الحرشفيات التاجية التي تضك جميع الثعابين والسحالي الحية.

## التصنيف
- متصلبات اللسان
  - أشباه السقنقوريات
    - الكورديلينات
      - الكورديلات